# Khon Kaen
Khon Kaen er en by i det nordøstlige Thailand med et indbyggertal (pr. 2006) på cirka 140.000. Byen er hovedstad i en provins af samme navn, og betragtes generelt som centrum i hele landets nordøstlige del.
16°26′N 102°50′Ø / 16.433°N 102.833°Ø
- Wikimedia Commons har flere filer relateret til Khon Kaen